# Camellia oleifera
Espèce
Classification APG III (2009)
Synonymes
- Camellia drupifera fo. biflora (Hayata) S.S. Ying
- Camellia oleifera var. monosperma H.T. Chang
- Thea biflora Hayata
- Thea oleifera (Abel) Rehder & E.H. Wilson
- Thea podogyna H. Lév.
- Thea sasanqua var. loureiroi Pierre[1]

Camellia oleifera est une espèce de plantes à fleurs de la famille de Theaceae (famille du thé et des camélias). C'est un arbuste originaire de Chine. Il est principalement connu pour l'huile comestible que l'on tire de ses graines (connue sous les noms de "tea oil" ou "camellia oil"). On l'appelle oil-seed camellia (camélia à graines oléagineuses) ou tea oil camellia (camélia à huile de thé) en anglais. Dans une moindre mesure, d'autres espèces de camélias sont aussi utilisées pour la production d'huile.

## Description
Cette espèce ressemble beaucoup à l'espèce Camellia sasanqua, mais s'en distingue par ses feuilles persistantes vert foncé, de taille un peu plus grandes (3-5 pouces de long pour 2-3 pouces de large). Ses fleurs blanches parfumées solitaires s'épanouissent de la moitié à la fin de l'automne. Il forme un grand arbuste ou petit arbre atteignant 20 pieds de haut formé de multiples tiges et fines branches verticales. Le houppier présente une forme arrondie ou ovale.

## Répartition
Il est largement distribué en Chine où il est cultivé de façon intensive. On le trouve naturellement dans les forêts, les broussailles, les berges des cours d'eau et les zones de collines entre 500 et 1 300 mètres d'altitude.

## Utilisations
Les graines de Camellia oleifera sont pressées pour obtenir l'huile de thé, une huile d'assaisonnement et de cuisson douceâtre (à ne pas confondre avec l'huile d'arbre à thé, une huile essentielle toxique à l'ingestion, issue des feuilles d'une autre plante, utilisée à des fins médicales et esthétiques).
L'huile de thé, contient 80% d'acide oléique, un acide gras monoinsaturé de type oméga-9. Elle est commercialisée comme huile de cuisson en Australie, en Nouvelle-Zélande et aux États-Unis sous le nom de  "Tea Seed Oil"
Cette huile peut également être utilisée pour la fabrication de textiles, de savon et pour l'éclairage. 
L'huile de camélia est aussi utilisée traditionnellement au Japon pour protéger les outils à bois et les couverts contre la corrosion et est alors vendue dans ce but,.